# Lambertiodes
Lambertiodes là một chi bướm đêm thuộc phân họ Tortricinae của họ Tortricidae.

## Các loài
- Lambertiodes harmonia (Meyrick, 1908)
- Lambertiodes multipunctata (Wang & Li, 2007)